# ハリウッド・アンデッド
ハリウッド・アンデッド (Hollywood Undead) は、アメリカ合衆国で結成された5人組ラップコアバンド。
また、メンバー全員が、覆面を着用したままパフォーマンスを行うことが特徴である。覆面はアルバムリリースごとにデザインを新調しており、ライヴでは口の部分がカットされたものを着用している。

## メンバー
- チャーリー・シーン (Charlie Scene) - MC/ギター
- ジョニー3ティアーズ (Johnny 3 Tears) - MC
- J-ドッグ - MC/ギター/キーボード/ベース
- ダニー (Danny) - ボーカル/ギター
- ファニー・マン (Funny Man) - MC

元メンバー
- シェイディ・ジェフ (Shady Jeff) - MC/プログラミング
- デュース (Deuce) - ボーカル/ベース
- ダ・カールズ (Da Kurlzz) - MC/ドラムス/パーカッション

## 来歴
2005年にハリウッドにて結成。デビュー前にMySpaceにおいてデュースとJ-ドッグのコラボレーションした曲を投稿したところ、他のメンバーが合流し7人編制となる。後にシェイディが脱退し現在の6人編制となる。その後も瞬く間に話題となり、最初の9週間で100万回の試聴を記録するなど、特にMySpace内での反響が大きかった。同年、MySpace Recordsと契約したが、しばらくして解約。
その後の2008年に、メジャーレーベルのユニバーサルミュージックと再び契約。そして、プロデューサーにLinkin Parkなどのドン・ギルモア、Nine Inch Nailsなどのダニー・ローナーを迎えて、2008年9月、デビュー・アルバム『スワン・ソングス』(Swan Songs)をリリース。すると見事、一週間に22000枚を売り上げ、ビルボードアルバムチャートにて最高22位を記録。アルバムからの2ndシングル「"Undead"」も大ヒットを記録した。その後もロングヒットを記録し、2009年7月の時点で52位に留まるなど、約1年近くチャートインし続けた。その結果、アメリカでは50万枚以上を売り上げ、ゴールドディスクに認定されている。
2009年8月には、SUMMER SONICでの来日公演も行われた。この時、あまりの暑さにメンバー全員がマスクを外してしまうというハプニングが起きた。
2009年11月、未発表の新曲やリミックス、ライヴ音源を収録したコンピレーション・アルバム「Desperate Measures: CD & DVD」をリリース。現在まで日本盤は発売未定。
2010年、結成当時からのメンバーだったデュースが脱退。理由は定かではない。同年12月には、新たなボーカルとしてダニーが加入して初のシングル「"Hear Me Now"」をリリース。
2011年4月、セカンドアルバム『アメリカン・トラジディ』(American Tragedy)をリリース。1週間で現在まで最多の約67000枚を売り上げ、全米アルバムチャートにて、初登場4位を記録した。
2013年1月に、3枚目となるアルバム『ノーツ・フロム・ジ・アンダーグラウンド』(Notes From The Underground)をリリース。全米アルバムチャートでは、前作を超える初登場2位を記録。
2014年には、インタースコープ（同ユニバーサルミュージック）へ移籍し、2015年3月、当初は2014年夏にリリース予定だった4枚目のアルバム『Day Of The Dead』（デイ・オブ・ザ・デッド、日本盤未定）をリリース。
2017年、長くメンバーを支えていたダ・カールズが脱退。理由はデュース同様不明。

## ディスコグラフィー

### アルバム
| 2008                                      | Swan Songs                 | - 発売日: 2008年9月2日 - レーベル: A&M/Octone, Polydor - フォーマット: CD, LP, digital download - 全米売上: 100万枚 | 22 | —  | —  | 90 | 85 | - US: プラチナ |
| 2011                                      | American Tragedy           | - 発売日: 2011年4月5日 - レーベル: A&M/Octone, Polydor - フォーマット: CD, digital download - 全米売上: 50万枚      | 4  | —  | 5  | —  | 43 | - US: ゴールド |
| 2013                                      | Notes from the Underground | - 発売日: 2013年1月8日 - レーベル: A&M/Octone, Polydor - フォーマット: CD, digital download - 全米売上: 15.7万枚    | 2  | —  | 1  | —  | 99 |                |
| 2015                                      | Day of the Dead            | - 発売日: 2015年3月31日 - レーベル: Interscope - フォーマット: CD, LP, digital download                             | 18 | —  | 4  | —  | 34 |                |
| 2017                                      | Five                       | - 発売日: 2017年10月27日 - レーベル:MDDN - フォーマット: CD, LP, digital download                                   | 22 | 42 | 11 | —  | 31 |                |
| "—"は未発売またはチャート圏外を意味する。 |                            | |    |    |    |    |    |                |

### コンピレーション・アルバム
| 発売日         | アルバムタイトル       | 販売レーベル | 全米アルバムチャート 最高位 | セールス | 備考                   |
| 2009年11月10日 | Desperate Measures     | A&M/Octone   | 29位                        |          | 新曲＋ライヴ・アルバム |
| 2011年11月21日 | American Tragedy Redux | A&M/Octone   | -位                         |          | リミックス・アルバム   |

### シングル
- "No.5" (2008年)
- "Undead" (2008年)
- "Christmas in Hollywood" (2008年)
- "Young" (2009年)
- "This Love, This Hate" (2009年)
- "Dove and Grenade" (2009年)
- "Everywhere I Go" (2009年)
- "Black Dahlia" (2010年)
- "Hear Me Now" (2010年)
- "Been To Hell" (2011年)
- "Coming Back Down" (2011年)
- "Comin' In Hot" (2011年)
- "My Town" (2011年)
- "Levitate" (2011年)
- "We Are" (2012年)
- "Dead Bite" (2013年)
- "Another Way Out" (2013年)
- "Day of the Dead" (2014年)
- "Usual Suspects" (2015年)
- "Gravity" (2015年)
- "How We Roll" (2015年)
- "Live Forever" (2015年)
- "Disease" (2015年)